# Karasekia lata
Karasekia lata är en insektsart som beskrevs av Melichar 1905. Karasekia lata ingår i släktet Karasekia och familjen dvärgstritar. Inga underarter finns listade i Catalogue of Life.